# Macrothemis guarauno
Macrothemis guarauno là loài chuồn chuồn trong họ Libellulidae. Loài này được Rácenis mô tả khoa học đầu tiên năm 1957.